# Vika
Vika – miejscowość (tätort) w Szwecji, w regionie administracyjnym (län) Dalarna, w gminie Falun.
Według danych Szwedzkiego Urzędu Statystycznego liczba ludności wyniosła: 582 (31 grudnia 2015), 587 (31 grudnia 2018) i 569 (31 grudnia 2019).